# Episodi di Dr. Stefan Frank - Der Arzt, dem die Frauen vertrauen (sesta stagione)
La sesta stagione della serie televisiva Dr. Stefan Frank - Der Arzt, dem die Frauen vertrauen è stata trasmessa in anteprima in Germania dalla RTL Television tra il 13 giugno 2001 e il 5 settembre 2001.
| nº | Titolo originale          | Titolo italiano | Prima TV Germania | Prima TV Italia |
| -- | ------------------------- | --------------- | ----------------- | --------------- |
| 1  | Gottes Kinder             |                 | 13 giugno 2001    |                 |
| 2  | Am Anfang war das Ende    |                 | 20 giugno 2001    |                 |
| 3  | Und keiner darf es wissen |                 | 27 giugno 2001    |                 |
| 4  | Quarantäne                |                 | 4 luglio 2001     |                 |
| 5  | Wege der Entscheidung     |                 | 11 luglio 2001    |                 |
| 6  | Eine Form von Gewalt      |                 | 18 luglio 2001    |                 |
| 7  | Zu zweit und doch allein  |                 | 25 luglio 2001    |                 |
| 8  | Körperverletzung          |                 | 1º agosto 2001    |                 |
| 9  | Väter und Söhne           |                 | 8 agosto 2001     |                 |
| 10 | Die Entführung            |                 | 15 agosto 2001    |                 |
| 11 | Die Erpressung            |                 | 22 agosto 2001    |                 |
| 12 | Vergessene Liebe          |                 | 29 agosto 2001    |                 |
| 13 | Bei aller Liebe           |                 | 5 settembre 2001  |                 |